# Ilia Semikov
Ilia Sergeyevitch Semikov (en russe : Илья Сергеевич Семиков) est un fondeur russe, né le 22 octobre 1993 à Ust-Tsilma. 

## Biographie
Ilia Sergeyevitch Semikov commence sa carrière dans les courses FIS lors de la saison 2011-2012. En 2013, il gagne le titre de champion de Russie junior du quinze kilomètres classique.
Lors de la saison 2014-2015, il monte sur ses premiers podiums dans le circuit continental de la Coupe d'Europe de l'Est dans des courses en style classique.
En début d'année 2017, il fait ses débuts en Coupe du monde en relais à Ulricehamn (Suède), puis individuellement à Pyeongchang (Corée du Sud), où il se classe 25e du skiathlon et marque donc ses premiers points.
En ouverture de la saison 2018-2019, saisissant une nouvelle chance en Coupe du monde, il termine seizième du quinze kilomètres classique à Ruka (Finlande). À Beitostølen (Norvège), il monte sur son premier podium mondial, grâce une deuxième place en relais. Tout en restant engagé dans la Coupe d'Europe de l'Est la plupart de l'hiver (3e au classement général), il atteint le top 30 dans toutes les courses de Coupe du monde, dont le cinquante kilomètres classique à Oslo (Norvège), où il arrive quatrième, derrière trois compatriotes : Alexander Bolshunov, Maxim Vylegzhanin et Andrey Larkov.
En 2019-2020, il ajoute deux podiums en relais à son palmarès en Coupe du monde, tandis que ses meilleurs résultats individuels sont dixième du sprint du Ruka Triple et quatrième du quinze kilomètres classique à Lahti (Finlande).
Sur le Tour de Ski 2020-2021, il accroche une nouvelle quatrième place sur le quinze kilomètres avec départ en masse à Val di Fiemme (Italie) et prend la onzième place finale.
Il dispute ses premiers championnats du monde en 2021, à Oberstdorf (Allemagne), où il court uniquement le cinquante kilomètres classique, qu'il achève au quinzième rang.

## Palmarès

### Championnats du monde
| Épreuve / Édition        | Sprint                           | Sprint    | 15 km | 15 km                            | Skiathlon 2 × 15 km | 50 km | Relais | Relais    |
| Épreuve / Édition        | libre                            | classique | libre | classique                        | Skiathlon 2 × 15 km | 50 km | Sprint | 4 × 10 km |
| Mondiaux 2021 Oberstdorf | Épreuve inexistante à cette date | -         | -     | Épreuve inexistante à cette date | -                   | 15e   | -      | -         |

Légende :
- : pas d'épreuve
- — : Non disputée par Semikov

### Coupe du monde
- Meilleur classement général : 18e au terme de la saison 2020-2021.
- Meilleur résultat individuel : 4e.
- 4 podiums en relais : 3 deuxièmes places et 2 troisièmes places.

#### Courses par étapes
- Tour de ski :
  - 11e de l'édition 2021.

#### Classements détaillés
| Saison / Épreuve | Saison / Épreuve | Général | Général | Distance | Distance | Sprint | Sprint |
| ---------------- | ---------------- | ------- | ------- | -------- | -------- | ------ | ------ |
| Saison / Épreuve | Saison / Épreuve | Class.  | Points  | Class.   | Points   | Class. | Points |
| 2016-2017        | 2016-2017        | 149e    | 6       | 103e     | 6        | -      | -      |
| 2018-2019        | 2018-2019        | 60e     | 94      | 35e      | 94       | -      | -      |
| 2019-2020        | 2019-2020        | 56e     | 97      | 45e      | 68       | 50e    | 29     |
| 2020-2021        | 2020-2021        | 18e     | 360     | 18e      | 215      | 44e    | 29     |

### Coupe d'Europe de l'Est
- 3e du classement général en 2019.
- 8 podiums, dont 2 victoires.

### Championnats de Russie
- Champion du cinquante kilomètres classique en 2021.